# Kilchoman

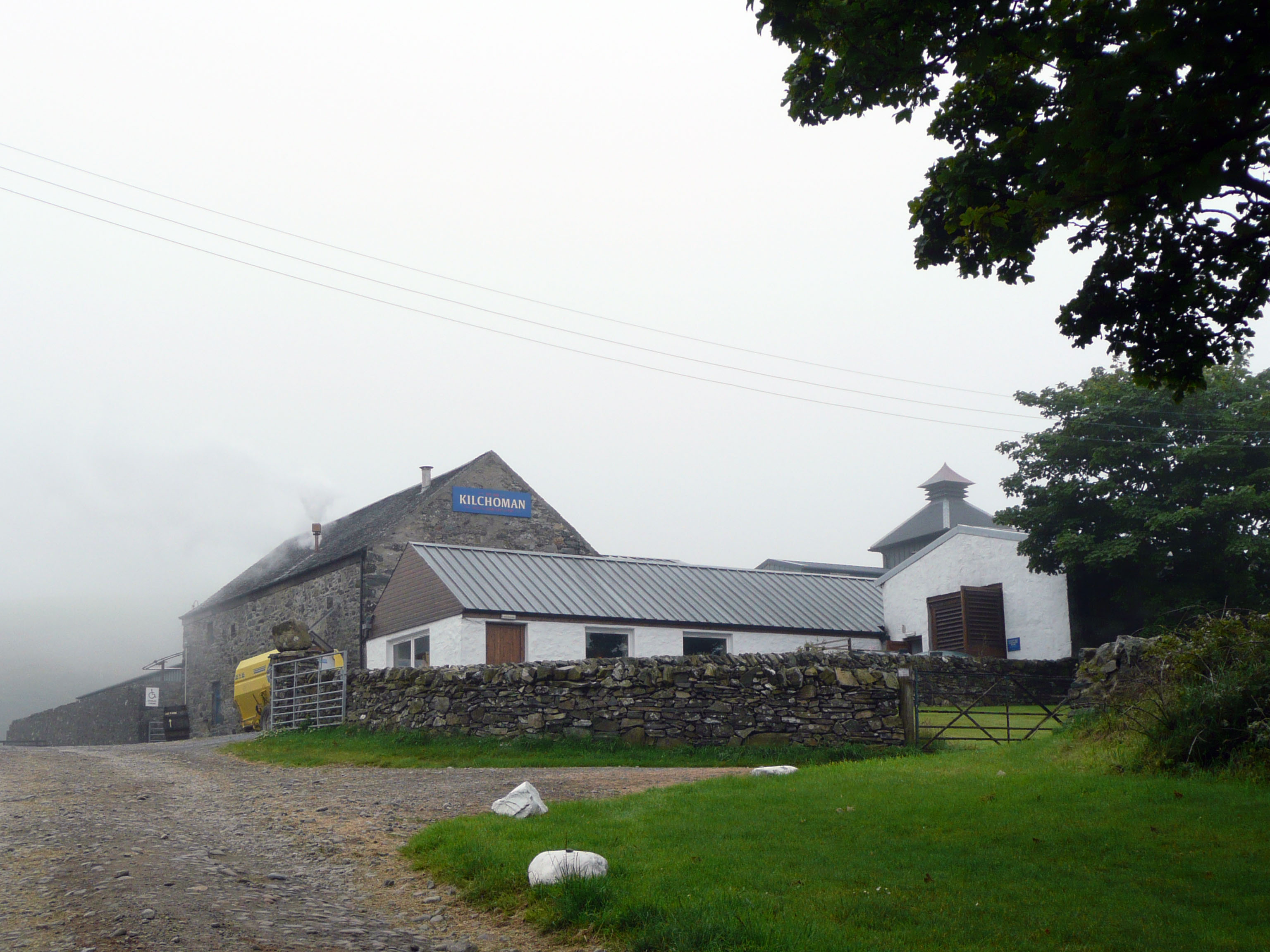
De Kilchoman distilleerderij.

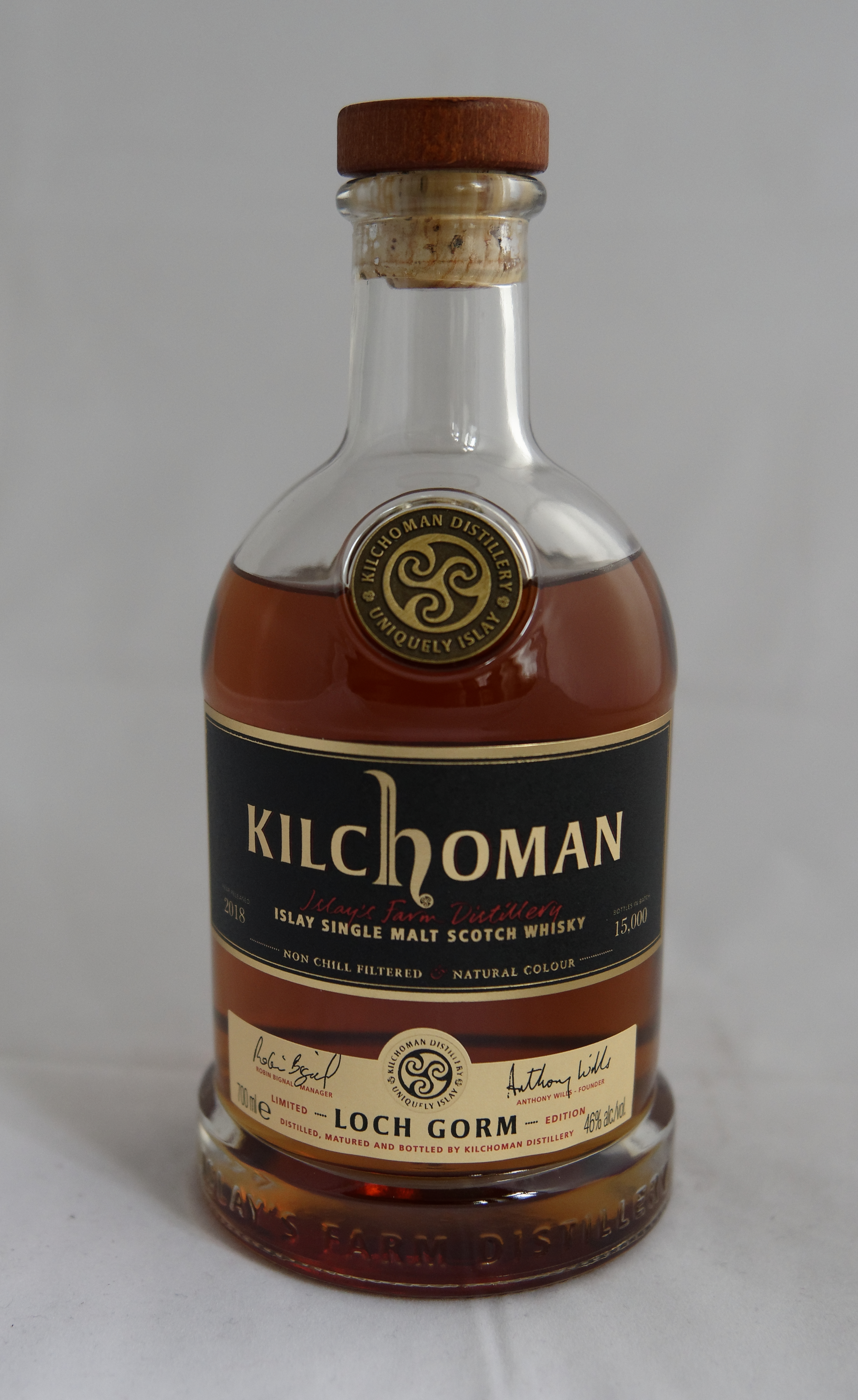
Kilchoman Loch Gorm, 46 %

Kilchoman is een Schotse whiskydistilleerderij, in juni 2005 gestart met de productie. Het is de eerste nieuwe distilleerderij op het eiland Islay van de afgelopen 124 jaar. Het gehele proces, vanaf het verbouwen van de gerst tot aan het bottelen vindt plaats op Rockside Farm, aan de noordwestkant van het eiland.
Kilchoman gaat single malt whisky leveren van 5, 8, 10 en 12 jaar. De whisky zal voornamelijk in bourbonvaten rijpen, maar ook sherryvaten worden toegepast.